# Maoutia puya
Maoutia puya là loài thực vật có hoa trong họ Tầm ma. Loài này được (Hook.) Wedd. mô tả khoa học đầu tiên năm 1854.